# Aktionsgruppen Solidaritet med Polens Barn
Aktionsgruppen Solidaritet med Polens Barn bildades den 21 oktober 1981, med syfte att förmedla hjälp till polska barn under den ekonomiska och politiska krisen i Polen på 1980-talet. Aktionsgruppen, som hade sitt säte i Lund bestod av Antoni Wieloch, Krystyna Wieloch, Gunnar Lindh, Gunilla Weibull, Per Bygren, Ann-Marie Bonow Ellerström, Ingrid Bäckman och Eva Nilsson.
Krisen i Polen ledde till brist på livsmedel, hygienartiklar, medicin och till svåra påfrestningar för befolkningen. Sverige bidrog med omfattande humanitär hjälp.  Antoni och Krystyna Wieloch såg vid sina besök i Polen 1980, att barnen var en utsatt grupp och tog initiativet till att bilda Aktionsgruppen Solidaritet med Polens Barn.
Aktionsgruppen verkade som inspiratör till insamlingar av livsmedel, sjukvårdsmaterial, kläder, mediciner och kontanta medel. Man engagerade skolor i bl.a. Lund, Rödeby, Linköping, organisationer som Lions och kyrkoförsamlingar i bl. a.  Växjö, Kalmar, Linköpings och Lunds stift.  Egna evenemang som basarer med polsk hemslöjd ordnades bl.a. i samarbetet med Charlotte Weibulls docksällskap i Åkarp. Nordisk Transport AB erbjöd gratis transport av hjälpen till Polen. Ofta följde någon i aktionsgruppen med transporten och såg till att den kom till rätt destination. Genom makarna Wielochs tidigare kontakter med Föreningen Barnens Vänner och Institutet Mor och Barn i Warszawa, Blindinstitutet i Laski, samt fackföreningen Solidaritet kunde hjälpen snabbt distribueras till platser i Polen där behovet var stort.
Under verksamhetsperioden 1981-1996 insamlades över 1 miljon kronor på postgirokontot 815420-5 och hjälpen skickades med totalt 109 stycken 20-tons långtradare.